# Psychopsis tillyardi
Psychopsis tillyardi is een insect uit de familie van de Psychopsidae, die tot de orde netvleugeligen (Neuroptera) behoort. 
Psychopsis tillyardi is voor het eerst wetenschappelijk beschreven door New in 1989.